# 6月15日
6月15日是公历一年中的第166天（闰年第167天），离全年结束还有199天。

## 大事记

### 19世紀以前
- 前184年：刘弘即位，是为后少帝。
- 1215年：英格蘭國王約翰在封建貴族的脅迫下，於溫莎城堡附近的蘭尼米德簽署權利法案《大憲章》。
- 1389年：科索沃战役爆发。
- 1520年：天主教会教宗良十世发表诏书要求马丁·路德撤销《九十五条论纲》，否则将被实行绝罚。
- 1667年：法国医生让-巴蒂斯特·德尼为15岁男孩输入绵羊血液，成为人类首次进行的输血治疗。
- 1672年：荷兰打开水闸，自行淹没首都阿姆斯特丹，以免遭法国军队占领。

### 19世紀
- 1878年：埃德沃德·邁布里奇拍攝一系列照片，證明馬在奔跑時四隻腳都會離開地面，這也成為動態影像的基礎。
- 1888年：在執政不久的腓特烈三世因為頭頸癌逝世後，其子威廉二世繼位德意志皇帝兼普魯士國王。
- 1900年：义和团围攻北京西什库教堂。

### 20世紀
- 1911年：美国三家公司在纽约合并成IBM公司的前身CTR公司。
- 1919年：約翰·威廉·埃爾庫克（英语：John Alcock (RAF officer)）和亞瑟·布朗（英语：Arthur Whitten Brown）駕駛的飛機在愛爾蘭登陸，成功飛越大西洋。
- 1944年：第二次世界大戰：美國陸軍航空軍開始對日本列島進行首次空襲，儘管沒有造成任何損失。
- 1949年：新政治协商会议的筹备会在北平召开，筹备建立中华人民共和国。
- 1949年：中华民国臺灣省政府公布《新臺幣發行辦法》，新台幣正式發行。
- 1952年：馬雅著名國王巴加爾二世陵墓被發現。
- 1954年：經過義大利、比利時和法國足球協會的協商，歐洲足球總會聯盟在瑞士巴塞爾宣告成立。
- 1964年：77国集团成立。
- 1972年：國泰航空700Z號班機在越南上空爆炸墜毀，機上81人全數罹難。
- 1978年：越南排華，中國政府派遣船隻接載華僑回國。
- 1991年：菲律賓皮納圖博火山爆發。
- 1996年：北愛爾蘭問題：臨時愛爾蘭共和軍在英國曼徹斯特市中心引爆一枚卡車炸彈，造成200多人受傷，建築物大面積損壞。
- 2000年：朝韩双方在平壤签署《南北共同宣言》。

### 21世紀
- 2001年：中國、俄羅斯、哈薩克、吉爾吉斯、塔吉克、烏茲別克等六國元首簽署《上海合作組織成立宣言》，上海合作组织成立。
- 2007年：瑞士勒奇山隧道举行通车典礼，该隧道全长34.5公里，是世界上最长的陆地隧道。
- 2007年：位于中华人民共和国广东省佛山市南海区的九江大桥被砂石船“南桂机035”撞至垮塌，造成9人死亡。
- 2012年：美国特技表演家尼克·瓦伦达成为史上第一个通过走钢丝跨越尼亚加拉瀑布的人。
- 2012年：美国航空航天局宣布，1977年发射的旅行者1号已抵达太阳系的边缘，将成为首个脱离太阳系的人造物体。
- 2013年：伊朗总统大选中，温和保守派总统候选人、前首席核谈判代表哈桑·鲁哈尼赢得选举，成为伊朗新一届总统。
- 2019年：马来西亚首相马哈迪·莫哈末对英國展开为期3天的工作访问[1]。
- 2022年：美國科技公司微軟正式停止網頁瀏覽器Internet Explorer各項服務的支援，並呼籲使用者轉用Microsoft Edge。

## 出生
- 28年：漢明帝劉莊，東漢皇帝（75年逝世）
- 1330年：黑太子爱德华，威尔士亲王、英格兰中世纪著名将领（1376年逝世）
- 1594年：尼古拉·普桑，法國画家（1665年逝世）
- 1763年：弗朗茲·但齊，古典主義音樂德國作曲家，指揮家，大提琴家。（1826年逝世）
- 1763年：小林一茶，日本俳句詩人。（1828年逝世）
- 1769年：亞當·艾克菲爾特，美國鑄幣局早期工匠、官員。（1852年逝世）
- 1782年：亞歷山大·喬治·伍德福特，英國陸軍軍官（1870年逝世）
- 1843年：爱德华·格里格，挪威作曲家（1907年逝世）
- 1852年：丹尼爾·伯利·伍爾福爾，英格蘭職業足球運動員，第2任國際足球總會主席（1918年逝世）
- 1865年：河合鈰太郎，日本森林學家，阿里山森林鐵路的倡建者（1931年逝世）
- 1878年：瑪格麗特·艾伯特，美國業餘高爾夫球手（1955年逝世）
- 1903年：郭松根，臺灣公共衛生學家（1982年逝世）
- 1914年：尤里·安德罗波夫，前苏联最高领导人，曾任苏联共产党中央委员会总书记、苏联最高苏维埃主席团主席（1984年逝世）
- 1916年：司馬賀，美國計算機科學家、心理學家，1978年諾貝爾經濟學獎得主（2001年逝世）
- 1930年：馬俊賢，葡萄牙政治人物，第125任澳門總督。（2011年逝世）
- 1933年：福阿德·邁巴扎，突尼西亞政治人物。（2025年逝世）
- 1939年：莊寶，馬來西亞、香港商人（2023年逝世）
- 1916年：司马贺，美國政治学家、经济学家，1978年诺贝尔经济学奖得主（2001年逝世）
- 1941年：哈利·尼爾森，美國男歌手（1994年逝世）
- 1943年：約翰尼·阿利代，法國歌手、演員（2017年逝世）
- 1946年：約翰·M·梅里曼，美國歷史學家（2022年逝世）
- 1947年：麥克·布洛維，英國社會學家（2025年逝世）
- 1947年：葉迪奇，香港銀行家、空軍軍官
- 1947年：阿蘭·阿斯佩，法國物理學家，2022年諾貝爾物理學獎得主
- 1950年：細川貴志，日本演歌歌手
- 1950年：拉克希米·米塔爾，印度企業家
- 1951年：阿爾瓦羅·科洛姆，瓜地馬拉政治人物，曾任第47任瓜地馬拉總統（2023年逝世）
- 1953年：習近平，中华人民共和国最高领导人，現任中國共产党中央委員会总書記、中華人民共和國主席、中央军委主席
- 1954年：吉姆·貝魯什，美國男演員
- 1955年：鄭渊洁，中國童话大王
- 1956年：橫山宏，日本插畫家、模型製作者
- 1957年：張桂梅，中國教育家，曾获七一勳章
- 1957年：張鉄林，中國男演員
- 1960年：单仲偕，香港政界人物
- 1961年：岩崎良美，日本女歌手、演員
- 1965年：黎明詩，香港女歌手（2024年逝世）
- 1967年：上田祐司，日本男性聲優
- 1969年：奥利佛·卡恩，德國職業足球運動員
- 1969年：艾斯·库伯，美國说唱歌手、演員
- 1973年：尼爾·柏德烈·夏里斯，美國演員
- 1973年：嚴秀貞，韓國女演員
- 1978年：穆罕默德·穆伊祖，馬爾地夫政治人物
- 1980年：黎诺懿，香港男演員
- 1981年：李伯恩，台灣男歌手
- 1981年：久保田悠來，日本男演員
- 1982年：陳丹丹，香港女演員
- 1983年：陳俊翰，臺灣律師、會計師、身心障礙政策倡議者（2024年逝世）
- 1984年：美村里江，日本女演員
- 1984年：吴幸美，香港主持人
- 1984年：蒂姆·林斯肯，美國職棒投手
- 1988年：于朦胧，中國歌手、演員、模特
- 1989年：莊吉生，臺灣男子網球運動員
- 1989年：陳少曼，臺灣女子馬術運動員
- 1989年：今野杏南，日本女藝人
- 1989年：大江朝美，日本女演員，前AKB48成員
- 1990年：miwa，日本女性創作歌手
- 1990年：南澤奈央，日本女演員
- 1990年：韓宥伊，韓國女演員
- 1991年：骆胤鸣，香港女歌手
- 1991年：武田梨奈，日本女演員
- 1992年：穆罕默德·薩拉赫，埃及職業足球運動員
- 1993年：有原栞菜，日本女演員、歌手，前℃-ute成員
- 1993年：卡罗列娜·马琳，西班牙女子羽球運動員
- 1994年：日高里菜，日本女性聲優
- 1994年：李·基弗，美國女子擊劍運動員
- 1995年：田中樹，日本男性偶像藝人
- 1996年：權順榮，韓國男子偶像團體SEVENTEEN成員
- 1996年：歐若拉，挪威女歌手
- 1997年：宋碩芸，臺灣女子羽球運動員
- 1997年：村山彩希，日本女子偶像團體AKB48成员
- 1998年：肯贊·拉姆，不丹女子田徑運動員
- 1998年：賽義夫·伊薩，埃及男子跆拳道運動員
- 1999年：陳藝文，中國女子跳水運動員
- 1999年：姜呂尚，韓國男子偶像團體ATEEZ成員
- 2000年：歐陽娜娜，台灣大提琴演奏家、演員
- 2000年：陳祈睿，臺灣職業圍棋棋士
- 2004年：賀峻霖，中國男子偶像團體時代少年團成員
- 2006年：君野夢真，日本兒童演員

## 逝世
- 923年：羅貝爾一世，法蘭西國王。（865年出生）
- 1073年：後三條天皇，日本第71代天皇。（1034年出生）
- 1189年：源義經，日本平安時代末期武士（1159年出生）
- 1341年：安德洛尼卡三世，東羅馬帝國皇帝（1297年出生）
- 1381年：瓦特·泰勒，英格兰农民起义领袖（1341年出生）
- 1383年：約翰六世，拜占庭皇帝（約1292年出生）
- 1467年：菲利普三世，勃艮第公爵（1396年出生）
- 1650年：織田信勝，日本江戶時代大名（1623年出生）
- 1785年：讓-弗朗索瓦·皮拉特爾·德·羅齊耶，法國教師，航空學的先驅之一（1754年出生）
- 1829年：法蘭西斯·布坎南-漢密爾頓，蘇格蘭地理學家、動物學家、植物學家（1762年出生）
- 1849年：詹姆斯·諾克斯·波爾克，美國政治人物，第11任美國總統（1795年出生）
- 1890年：米哈伊·艾米内斯库，罗马尼亚诗人（1850年出生）
- 1917年：克里斯蒂安·伯克蘭，挪威科學家（1867年出生）
- 1935年：，美國政治人物，第40任肯塔基州州長（1877年出生）
- 1938年：恩斯特·路德維希·克爾希納，德國表現主義畫家（1880年出生）
- 1925年：弗拉基米爾·阿爾比茨基，蘇聯天文學家（1891年出生）
- 1967年：孫雅各，基督教芥菜種會創辦人孫理蓮宣教士的丈夫，來台後擔任過淡江中學代理校長與台灣神學院校長(1900年出生)
- 1969年：秦劍，香港著名導演、編劇（1926年出生）
- 1970年：阿奇博爾德·辛克萊，英國政治人物，第一代瑟索子爵（1890年出生）
- 1971年：谢觉哉，中华人民共和国最高人民法院院长，教育家（1884年出生）
- 1982年：優素福·維比索諾，印尼政治人物、經濟學家（1909年出生）
- 1991年：哈皮·錢德勒，美國政治家，第44、49任肯塔基州州長（1898年出生）
- 1993年：詹姆士·亨特，英國一級方程式賽車手，一級方程式評論員（1947年出生）
- 1996年：艾拉·費茲潔拉，美國爵士樂女歌手（1917年出生）
- 2005年：高玉樹，台灣前交通部長，前台北市市長（1913年出生）
- 2008年：亞瑟·蓋爾斯敦，美國植物生理學家、生物倫理學家（1920年出生）
- 2014年：丹尼爾·凱斯，美國作家（1927年出生）
- 2015年：馬惜珍，香港東方日報創辦人（1938年出生）
- 2019年：法蘭高·齊費里尼，意大利著名電影及歌劇導演（1923年出生）[2]
- 2019年：，香港反逃犯條例修訂抗爭者（1984年出生）
- 2023年：孫機，中國文物學家、考古學家（1929年出生）
- 2023年：格蘭達·傑克遜，英國女演員、政治人物（1936年出生）
- 2023年：楊義，中國文學理論家（1946年出生）
- 2025年：穆罕默德·卡齊米，伊朗情報官員，伊斯蘭革命衛隊准將（1961年出生）

## 节假日和习俗
- 全球風日（英语：Global Wind Day）
- 中華民國臺灣地區：警察節
- 丹麦：旗幟日
- 義大利：工程师日
- 英国：國家啤酒日（英语：Beer Day Britain）
- ：救國日
- ：植树节